# Rigotte de Condrieu

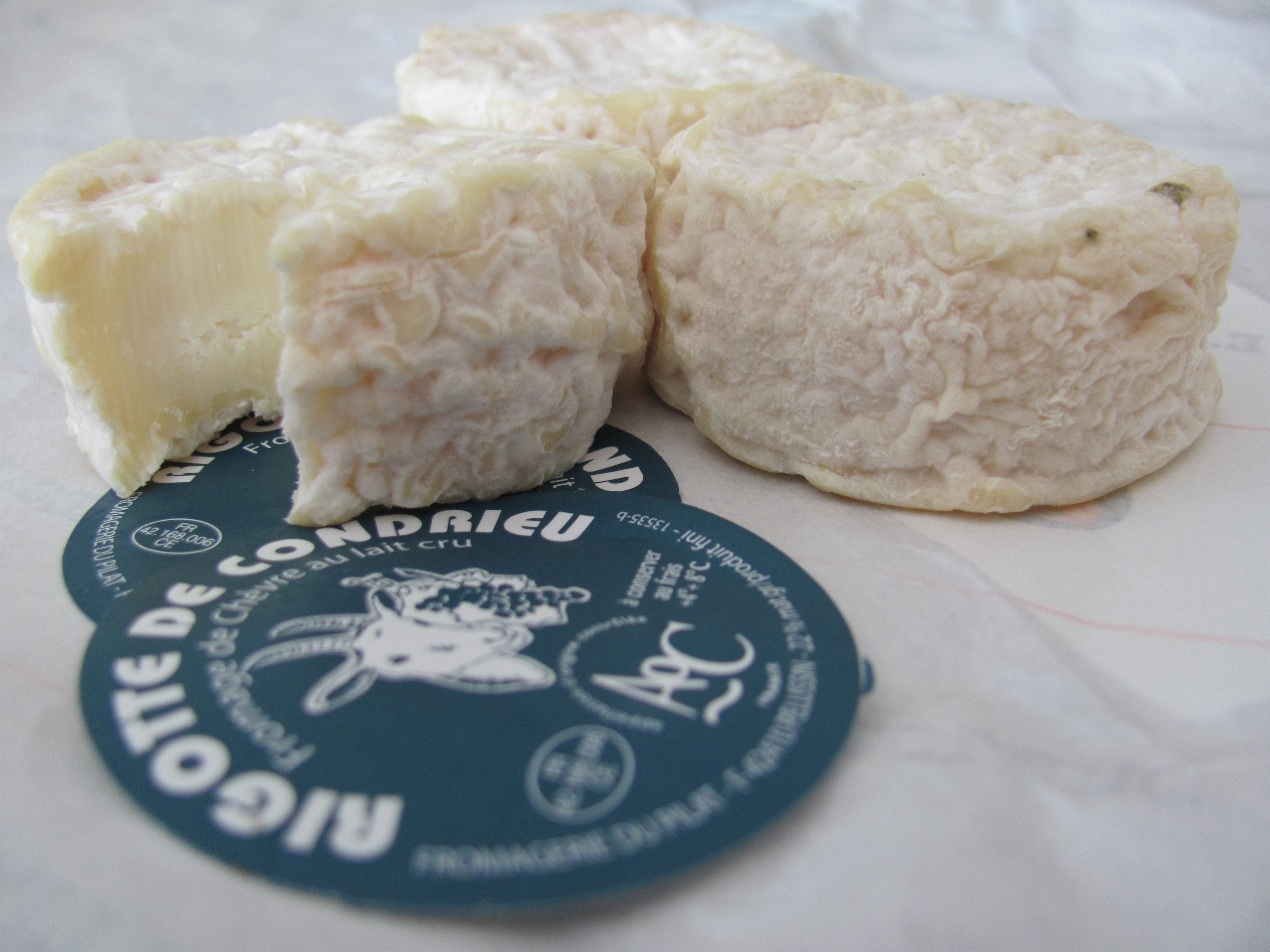
Textura de interior de rigotte de Condrieu (izquierda)

El rigotte de Condrieu es un tipo de queso elaborado con leche de cabra, original de la región francesa de Lyonnaise y su nombre hace referencia a la ciudad de Condrieu.
Tiene AOC francés desde el 2008 y adquirió DOP europea en noviembre del año 2013.